# Pedrosa de Duero
Pedrosa de Duero ist eine nordspanische Gemeinde (municipio) mit 461 Einwohnern (Stand: 2024) im Süden der Provinz Burgos in der autonomen Gemeinschaft Kastilien-León. Sie liegt im Weinbaugebiet Ribera del Duero und der gleichnamigen Comarca. Die Gemeinde besteht neben dem Hauptort Pedrosa aus den Ortschaften Boada de Roa, Guzmán, Quintanamanvirgo und Valcabado de Roa.

## Lage und Klima
Pedrosa de Duero liegt an der Einmündung der Flüsse Arandilla und Bañuelos in den Río Duero in einer Höhe von ca. 845 m. Höchster Punkt der Gemeinde ist der Manvirgo mit einer Höhe von 941 m. Die Provinzhauptstadt Burgos liegt etwa 80 km nordnordöstlich. Das Klima ist trotz der Höhenlage gemäßigt bis warm; Regen (ca. 540 mm/Jahr) fällt übers Jahr verteilt, Schnee und Frost sind äußerst selten.

## Bevölkerungsentwicklung
| Jahr      | 1991 | 2001 | 2011 | 2021 |
| Einwohner | 648  | 536  | 459  | 485  |

## Sehenswürdigkeiten
- Kirche Mariä Himmelfahrt (Iglesia de la Asunción de Nuestra Señora) in Pedrosa de Duero
- Kirche Mariä Himmelfahrt in Valcabado de Roa
- Kirche Mariä Himmelfahrt in Boada de Roa
- Kirche Johannes der Täufer (Iglesia de San Juan Bauttista) in Guzmán
- Herrenhaus von Guzmán

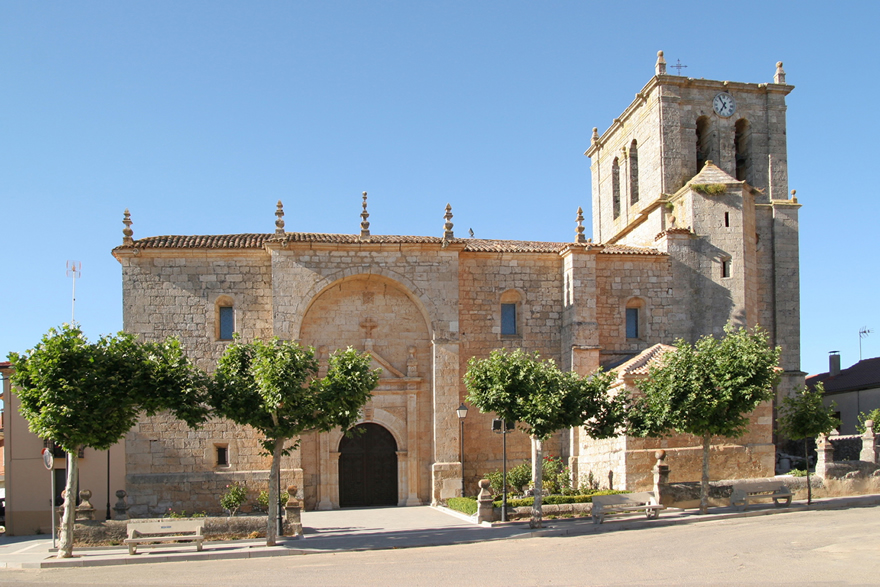
Kirche Mariä Himmelfahrt in Pedrosa de Duero
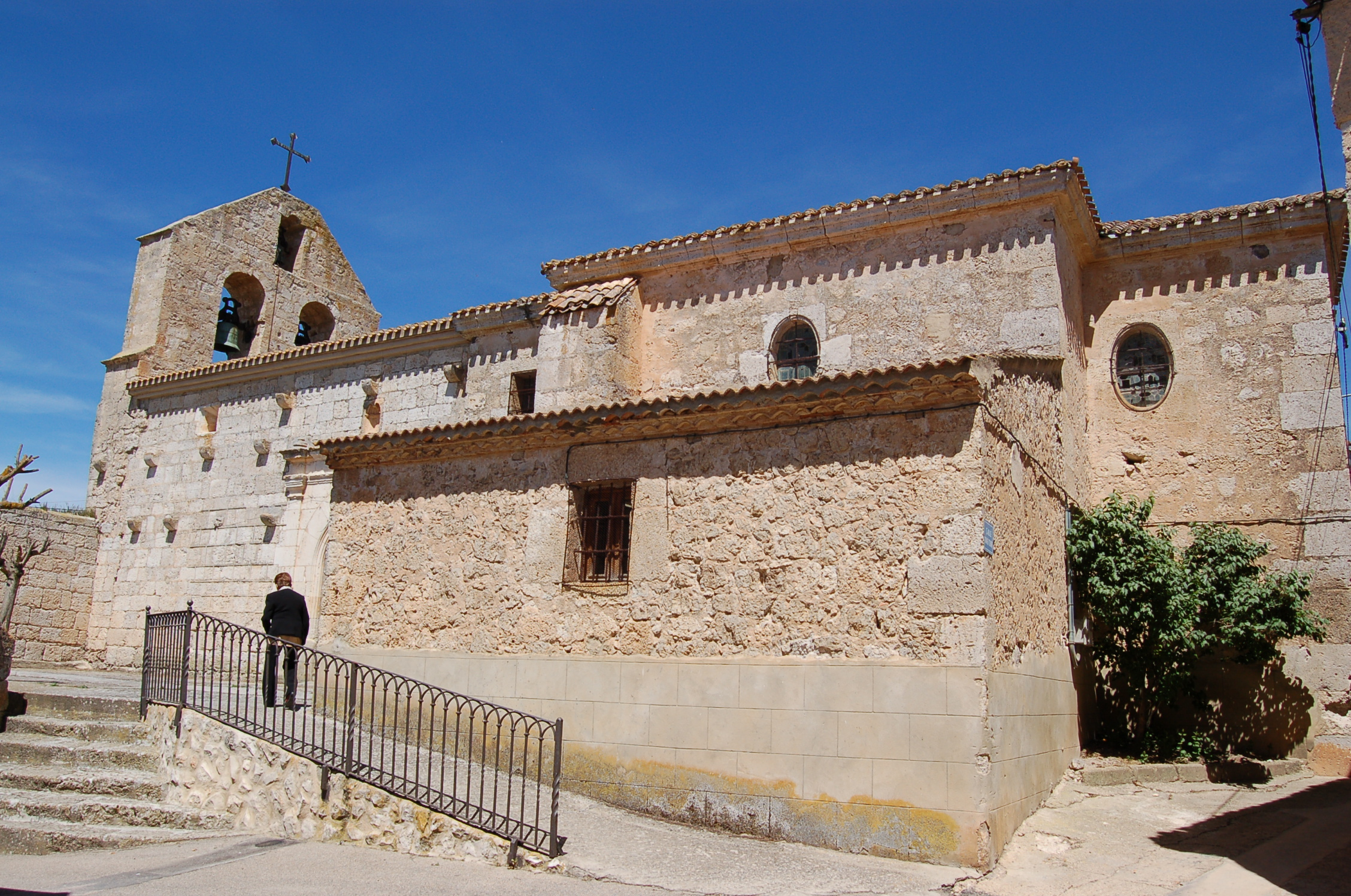
Kirche Mariä Himmelfahrt in Valcabado de Roa
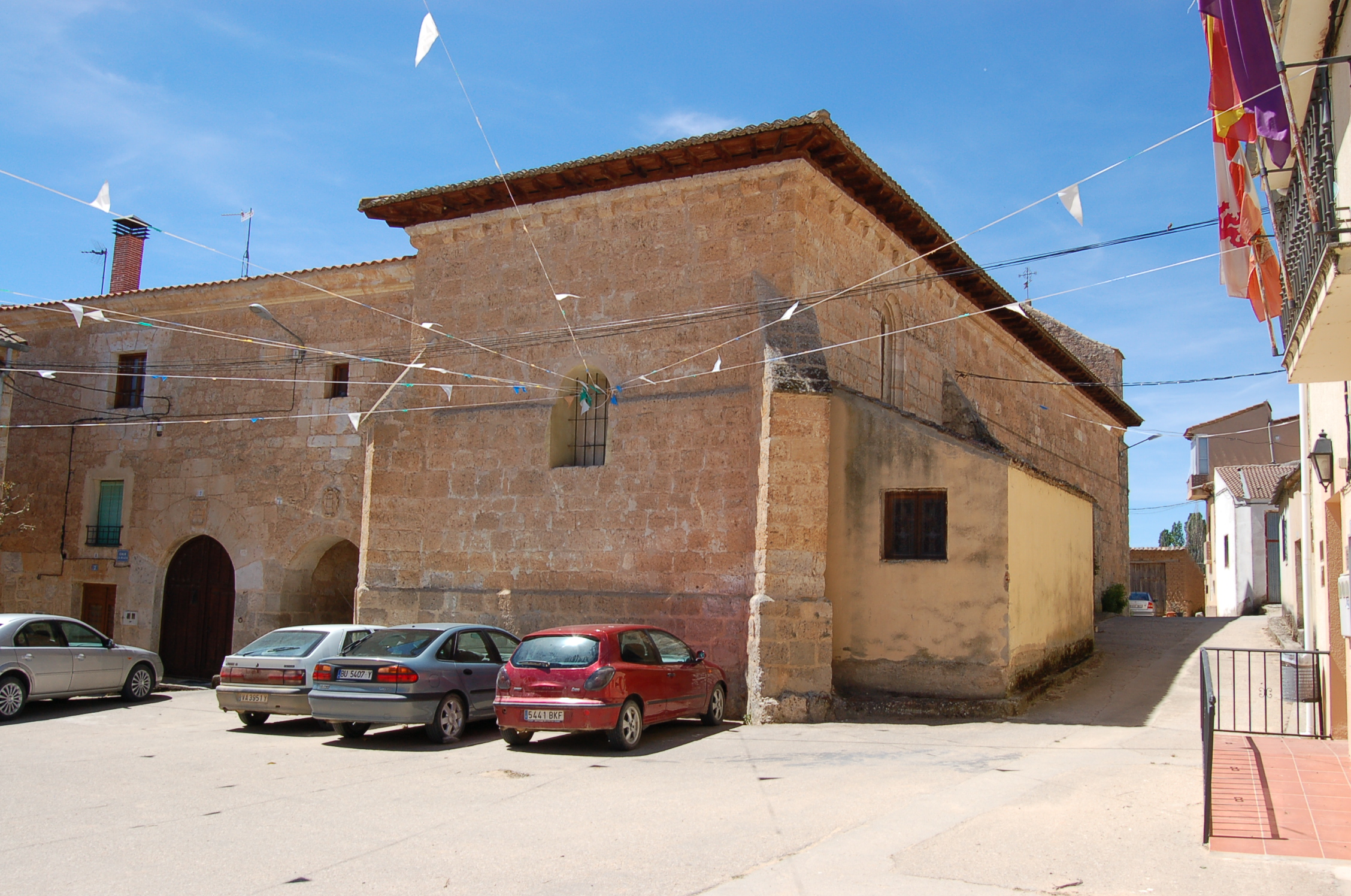
Kirche Mariä Himmelfahrt in Boada de Roa
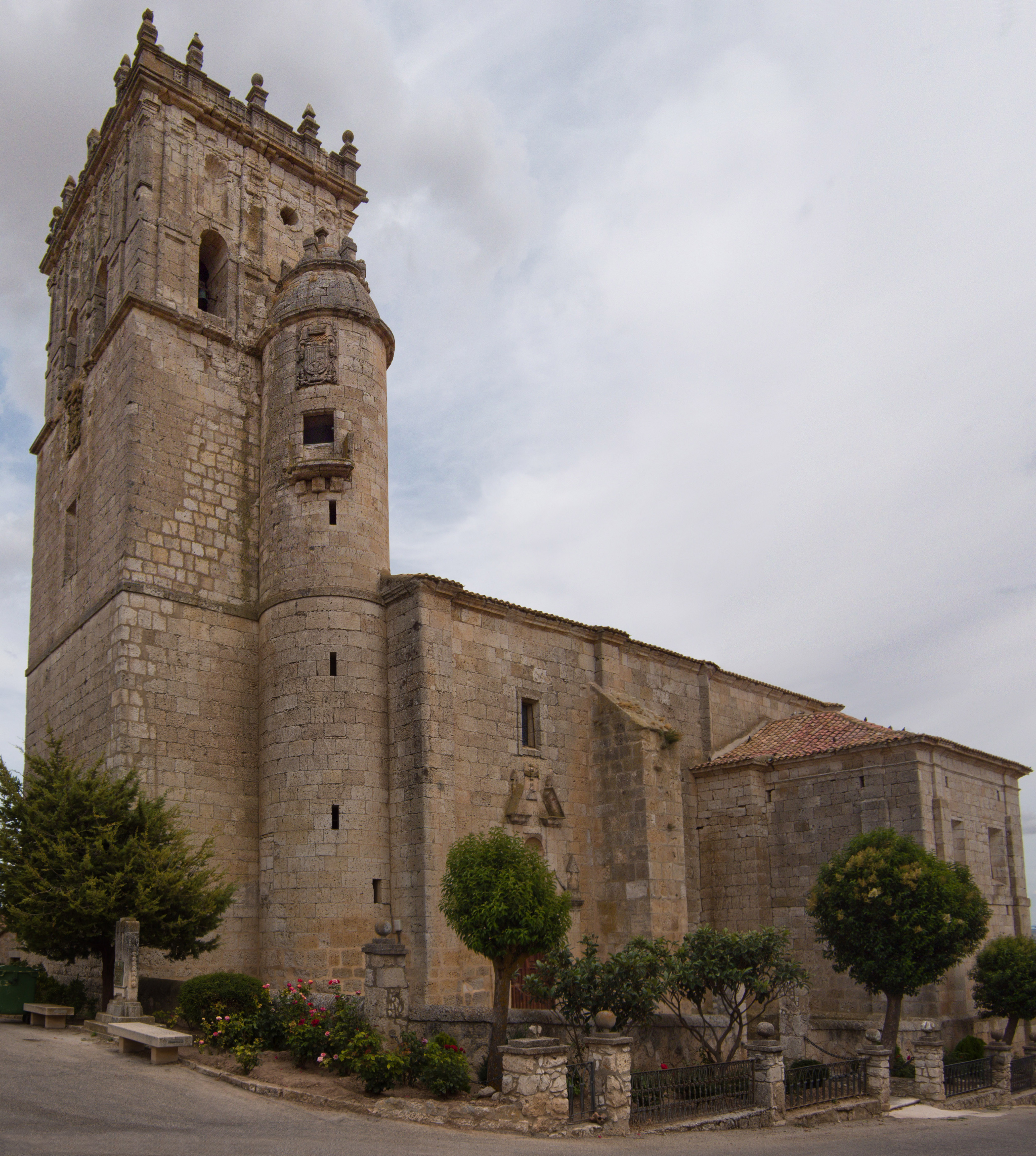
Kirche Johannes der Täufer in Guzmán
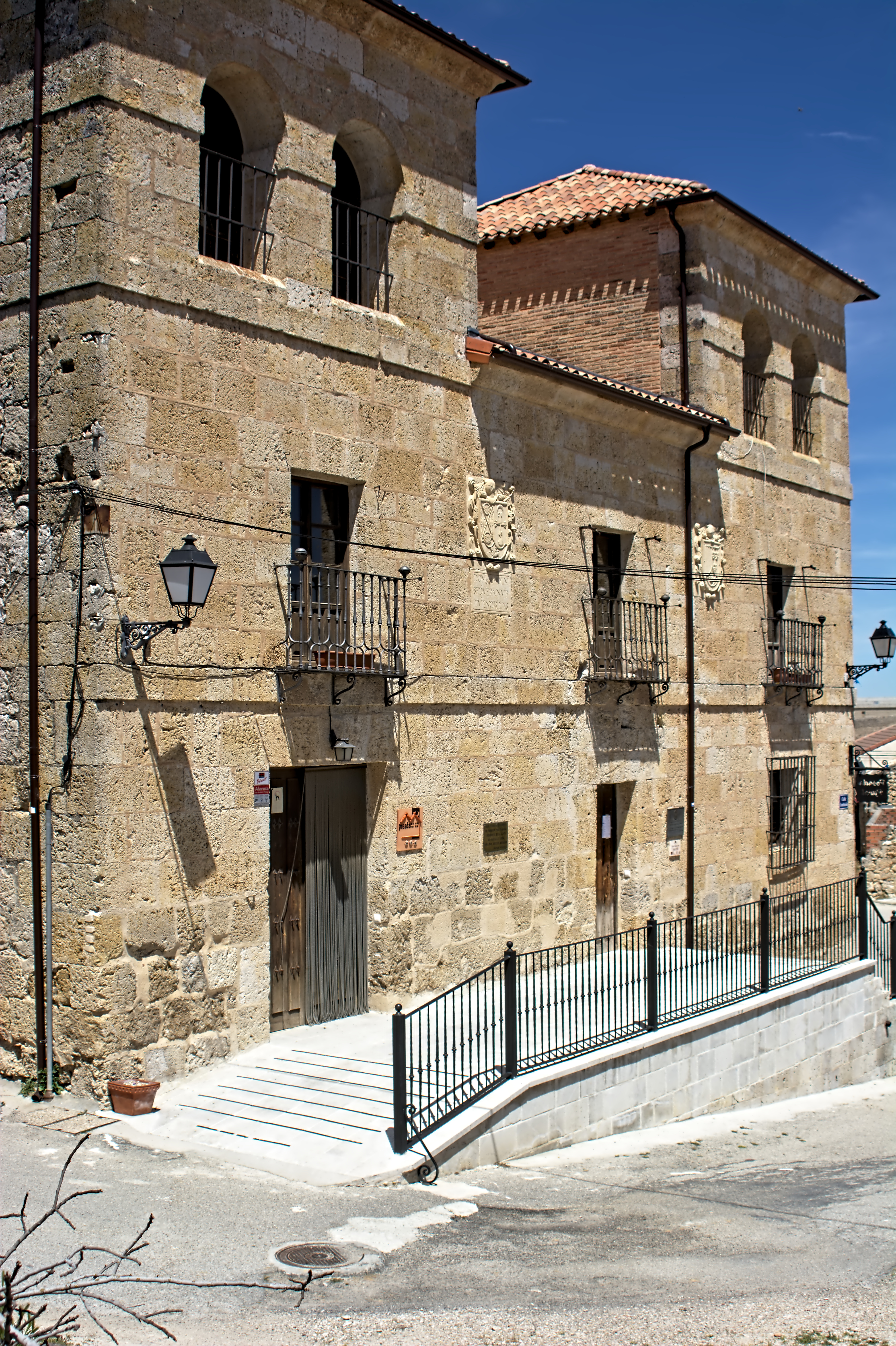
Herrenhaus von Guzmán